# Шикарпур (округ)
Шикарпур (урду ضلع شکارپور‎, англ. Shikarpur District, синдхи شڪارپور ضلعو) — один из 23 округов пакистанской провинции Синд. Административный центр — город Шикарпур.

## География
Площадь округа — 2 512 км². На севере граничит с округом Джейкобабад, на северо-востоке — с округом Кашмор, на востоке — с округом Суккур, на юге — с округом Хайрпур, на юго-западе — с округом Ларкана.

## Административно-территориальное деление
Округ делится на четыре техсила:
- Гархи-Ясин
- Ханпур
- Лагхи
- Шикарпур

## Население
По данным переписи 1998 года, население округа составляло 880 438 человек, из которых мужчины составляли 51,86 %, женщины — соответственно 48,14 %. Уровень грамотности населения (от 10 лет и старше) составлял 31,9 %. Уровень урбанизации — 24,08 %. Средняя плотность населения — 350,5 чел./км².